# Hippias von Thasos
Hippias von Thasos lebte gegen Ende des Peloponnesischen Krieges (431–404 v. Chr.) in Athen. Er stammte von Thasos, einer Insel in der Ägäis, etwa acht Kilometer von der thrakisch-makedonischen Küste entfernt, südwestlich von Abdera, mit gleichnamiger Hauptstadt. Die Insel war in der Antike reich an Gold- und Silberminen und exportierte außerdem Marmor und Wein. Athen hatte Thasos eine Zeit lang besetzt und dort auch Athener Bürger angesiedelt. Im Peloponnesischen Krieg wechselte jedoch die Herrschaft über die Insel mehrmals. Möglicherweise stammte Hippias aus einer Siedlerfamilie, die später im Gefolge der Kriegsereignisse wieder nach Athen zurückkehren musste.
Hippias wurde im Jahr 404 v. Chr. nach der Niederlage Athens gegen Sparta in der Anfangszeit des Regimes der Dreißig Tyrannen verhaftet, damit er  – wie der berühmte Rhetor Lysias berichtet – Angaben über eine angebliche demokratische Verschwörung gegen die Oligarchie mache. Dabei wurde er nicht gefoltert, was darauf hindeutet, dass er Athener Bürger gewesen sein könnte. Da er sich aber trotz seiner Haft weigerte, Aussagen zu machen und Athener Bürger (zu Recht oder Unrecht) zu denunzieren, wurde er von den Tyrannen hingerichtet.
Lysias hat Hippias von Thasos in seiner Rede Gegen Agoratos ein kleines Denkmal gesetzt. Lysias, dessen Bruder Polemarchos von den Dreißig Tyrannen seiner Habe beraubt und nur wegen seines Vermögens hingerichtet worden war, hatte selbst unter der Tyrannei gelitten und war seither ein überzeugter Demokrat. Er erwähnt Hippias von Thasos und seinen Schicksalsgenossen Xenophon von Ikaria, der vor seinem Tode noch eine Folterung erleiden musste, deshalb in der genannten Gerichtsrede als leuchtende Beispiele der Standhaftigkeit, der Verweigerung der Kollaboration mit der Tyrannei und der Aufopferung der eigenen Person.
Während sich Hippias von Thasos und Xenophon von Ikaria als standfeste Charaktere und Märtyrer der Demokratie erwiesen, nennt Lysias als Gegenbeispiel auch das Verhalten des attischen Bürgers Menestratos von Antiochis. Dieser war von den Dreißig Tyrannen ebenfalls verhaftet worden und sollte Mitbürger denunzieren. Er kam jedoch aus dieser schwierigen Lage aufgrund einer Protektion durch seinen Gemeindegenossen Hagnodoros von Amphitrope, der ein Schwager des Tyrannen Kritias war, wieder frei. Durch die Hafterfahrung und die Bedrohung schockiert war er aber bereit, mit den Tyrannen zu kollaborieren und denunzierte zahlreiche Bürger, die daraufhin ihr Leben verloren.
Unter der Schreckensherrschaft der Dreißig Tyrannen kamen von August 404 bis März 403 v. Chr. etwa 1.500 Menschen ums Leben. Zu den Opfern der Tyrannei gehörten außer vielen Unbekannten und den erwähnten Personen (Polemarchos, Hippias von Thasos und Xenophon von Ikaria) auch die prominenten demokratischen Politiker Kleophon, Strombichides, der Athlet Autolykos sowie der Taxiarch Dionysodoros. Selbst der gemäßigt oligarchische Politiker Theramenes, der von Kritias des Verrats verdächtigt wurde, wurde nach einem kurzen Schauprozess hingerichtet.